# رافيل طاهر
رافيل طاهر (مواليد 6 مايو 2003)، لاعب كرة قدم تركي يجيد اللعب في الدفاع مع نادي الجزيرة في دوري الخليج العربي الإماراتي.

## وصلات خارجية
رافيل طاهر على موقع اتحاد تركيا (لاعب) (الإنجليزية)
- رافيل طاهر على موقع قاعدة بيانات كرة القدم.إي يو (الإنجليزية)
- رافيل طاهر على موقع Soccerway.com (الإنجليزية)
- رافيل طاهر على موقع عالم كرة القدم.نت (الإنجليزية)